# Nothofagus fusca
Nothofagus fusca (Maori: tawhai raunui, Engels: Red Beech)  is een boomsoort uit de familie Nothofagaceae. Het is een grote boom met een schilferende stam en veel kleine, scherp getande bladeren. Deze bladeren zijn 2 tot 4 centimeter lang. De bloemen en vruchten zijn klein en meestal onopvallend.
De boom is endemisch in Nieuw-Zeeland. De soort komt daar zowel voor op het Noordereiland als op het Zuidereiland. De soort komt over het algemeen voor op lagere heuvels en landinwaarts gelegen valleien, op vruchtbare en goed bewaterde bodems. 
De soort staat op de Rode Lijst van de IUCN geklasseerd als 'niet bedreigd'.

## Synoniemen
- Fagus fusca Hook.f.
- Fuscospora fusca (Hook.f.) Heenan & Smissen